# Ninomiya Hisashi
Ninomiya Hisashi (二宮 久?   mayo de 1850 - 13 de marzo de 1925) fue un practicante de la escuela de espada Yagyū Shinkage-ryū y un instructor de la Dai Nippon Butoku Kai (Asociación de Virtud Marcial de Japón).

## Carrera
Estudió la escuela de espada Yagyū Shinkage-ryū bajo la tutela de Maki Katsuhei, miembro de la familia fundadora, en la escuela feudal de Chōshū llamada Meirinkan. En 1866, se trasladó a Kioto y se convirtió en cliente de Iwakura Tomomi. En 1868, recibió el registro de técnicas de Yagyū Shinkage-ryū.
Después de la Restauración Meiji, ocupó cargos de jefe de policía en la prefectura de Kanagawa, prefectura de Yamaguchi, entre otros. En 1892, asumió el cargo de jefe de la estación de policía de Hagi. Durante este tiempo, estableció un dōjō en su residencia y enseñó espada mientras cumplía con sus deberes oficiales. En 1912, fue miembro del comité encargado de la creación de las formas oficiales de la esgrima japonesa, designado por la Dai Nippon Butoku Kai como representante de la región de China.

## Títulos
- 1904: Certificado de refinamiento en el kendo de la Dai Nippon Butoku Kai.
- 1905: Instructor de kendo de la Dai Nippon Butoku Kai.
- 1914: Maestro modelo de kendo de la Dai Nippon Butoku Kai.